# Боргорато Мормороло
Боргорато Мормороло (итал. Borgoratto Mormorolo) је насеље у Италији у округу Павија, региону Ломбардија.
Према процени из 2011. у насељу је живело 140 становника. Насеље се налази на надморској висини од 346 м.

## Становништво
| 1931. | 1936. | 1951. | 1961. | 1971. | 1981. | 1991. | 2001. | 2011. |
| ----- | ----- | ----- | ----- | ----- | ----- | ----- | ----- | ----- |
| 1.081 | 1.011 | 980   | 759   | 633   | 544   | 496   | 434   | 423   |